# Margarethe von Savoyen

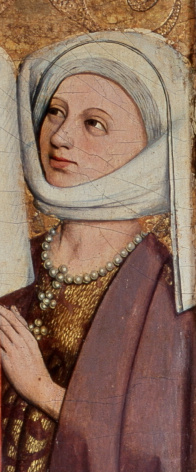
Margarete von Savoyen, Gemäldeausschnitt

Margarethe von Savoyen (* Frühjahr oder Sommer 1420 in Morges; † 30. September 1479) war Titularkönigin von Sizilien, Pfalzgräfin und württembergische Gräfin. Margarethes Vater war Graf Amadeus VIII. von Savoyen, der als Felix V. 1439 der historisch letzte Gegenpapst wurde. Ihre Mutter war Maria, eine Tochter von Philipp II. dem Kühnen von Burgund. Über ihre Großmutter väterlicherseits war sie Urenkelin des Herzogs Jean de Berry.

## Leben
Margarethe war die jüngste Tochter von zehn Kindern ihrer Eltern, von denen drei bereits vor ihrer Geburt verstorben waren. Als sie zwei Jahre alt war, starb ihre Mutter im Kindbett. Sie wuchs in Turin und am Genfer See auf und wurde als etwa Zwölfjährige am 31. August 1432 mit Ludwig III. von Anjou, Titularkönig von Sizilien, in Form einer Trauung per Stellvertreter verheiratet. Erst im Juli 1434 traf sie nach mehrmonatiger Reise am Hof ihres Mannes in Cosenza ein. Nur wenige Monate später starb Ludwig III. mit 31 Jahren. Somit war Margarethe mit 14 Jahren bereits verwitwet. Im folgenden Jahr holte ihr Vater sie nach Savoyen zurück. Er begann etwa um diese Zeit sich von der Politik zurückzuziehen und überließ ihrem älteren Bruder Ludwig zunehmend die Regierungsverantwortung.
1439 setzte der in Basel verbliebene Teil des Konzils von Basel Eugen IV. als Papst ab und wählte Margarethes Vater zum Gegenpapst. Die junge, hochgebildete Witwe war damit eine begehrte Partie auf dem europäischen Heiratsmarkt. Verhandlungen über eine Ehe mit König Friedrich III. führten 1442 jedoch nicht zum Erfolg, da der König nicht bereit war, Margarethes Vater als Papst anzuerkennen.
Stattdessen wurde Margarethe im Jahre 1445 mit dem etwas jüngeren Kurfürsten Ludwig IV. von der Pfalz verheiratet. Da sich zunächst keine Kinder einstellten, wallfahrten sie 1447 zum Grab des heiligen Philipp in Zell (Zellertal) westlich von Worms. Im folgenden Jahr wurde der Sohn Philipp geboren. Schon nach vier Jahren Ehe wurde Margarethe 1449 erneut Witwe. Sie zog sich auf ihre Witwengüter Möckmühl und Löwenstein zurück. Ihren einjährigen Sohn, für den ihr Schwager Friedrich I. die Regierung übernahm, musste sie in Heidelberg zurücklassen. Im selben Jahr wurde ihr Vater als Gegenpapst abgesetzt.
1453 ging sie mit Graf Ulrich V. von Württemberg ihre dritte Ehe ein. Auch für ihn war es die dritte Ehe. Fast die gesamte zweite Hälfte ihres Lebens verbrachte sie als Gräfin von Württemberg am Hof ihres Mannes in Stuttgart. Neben den drei Töchtern aus dieser Ehe erzog sie die fünf Kinder aus den beiden ersten Ehen ihres Mannes.
Als ihr Mann 1462 in der Schlacht bei Seckenheim eine empfindliche Niederlage erlitt und in Gefangenschaft geriet, musste Margarethe große Summen für das hohe Lösegeld aufbringen, ehe Ulrich 1463 freigelassen wurde. Zudem musste sie auf ihre pfälzischen Kleinodien und die Einkünfte aus ihren Witwengütern verzichten und diese an ihren siegreichen Schwager Friedrich I. übergeben. Im Jahre 1466 begab sich Margarethe auf eine Pilgerreise nach Santiago de Compostela.
Margarethe starb 1479 und wurde in der Stiftskirche in Stuttgart bestattet. Ihr Grabmal ist nicht erhalten.

## Bedeutung
Margarethe kam aus einem vornehmen Haus und hatte großes Interesse an Kunst, Literatur und Bildung. Ihr Hof besonders in Stuttgart war ein kulturelles Zentrum, an dem auch glanzvolle Feste gefeiert wurden. Daneben unterstützte sie die Ansiedlung von Orden in Württemberg, vor allem den Dominikanerorden.
Besonders förderte Margarethe die Literatur. Ihr wurden Handschriften weltlichen und geistlichen Inhaltes geschenkt, auch von ihr in Auftrag gegeben oder gekauft. Bereits als Kurfürstin in der Pfalz besaß sie eine große Büchersammlung, die sie bei ihrer dritten Eheschließung jedoch zurücklassen musste. In Stuttgart baute sie sich eine neue Sammlung an kostbaren Bildhandschriften auf; so ist sie als Mäzenin der Werkstatt des Ludwig Henfflin bekannt.  Sie pflegte freundschaftliche Kontakte zu Humanisten wie Heinrich Steinhöwel. Der Württemberger Kanzler Niklas von Wyle widmete ihr Von den Lolharden und Begarden, eine Übersetzung der lateinischen Schrift Contra validos mendicantes des Züricher Chorherren Felix Hemmerlin. Da sie jedoch selbst Latein beherrschte, benötigte sie derartige Verständnishilfen nicht. Ihre Sammlung erbte ihr Sohn Philipp von der Pfalz.
Ihr hoher Bildungsgrad wird deutlich aus der umfangreichen und in mehreren Sprachen verfassten Briefsammlung, die ihre Beziehungen zu vielen verschiedenen europäischen Höfen dokumentiert. Besonders hervorzuheben ist die Korrespondenz mit ihrer Schwägerin Mechthild von der Pfalz und mit deren Schwiegertochter Barbara Gonzaga.

## Nachkommen
Mit Ludwig IV. von der Pfalz hatte Margarethe von Savoyen einen Sohn:
- Philipp (* 14. Juli 1448; † 28. Februar 1508), Kurfürst von der Pfalz.

Mit Ulrich von Württemberg hatte Margarethe drei Kinder:
- Margarethe (* nach 1453; † 21. April 1470), verheiratet am 23. April 1469 mit Graf Philipp von Eppstein-Königstein;
- Philippine (* nach 1453; † 4. Juni 1475 in Weert), verheiratet mit Graf Jakob II. von Horn;
- Helene (* nach 1453; † 19. Februar 1506), verheiratet mit Graf Kraft VI. von Hohenlohe.